# トーヴォ・サン・ジャコモ
トーヴォ・サン・ジャコモ(伊: Tovo San Giacomo)は、イタリア共和国リグーリア州サヴォーナ県にある、人口約2,600人の基礎自治体（コムーネ）。

## 地理

### 位置・広がり

#### 隣接コムーネ
隣接するコムーネは以下の通り。
- ボルジョ・ヴェレッツィ
- カーリチェ・リーグレ
- フィナーレ・リーグレ
- ジュステーニチェ
- マリオーロ
- ピエトラ・リーグレ
- リアルト

### 地震分類
イタリアの地震リスク階級 (it) では、3 に分類される
。